# Controler de memorie

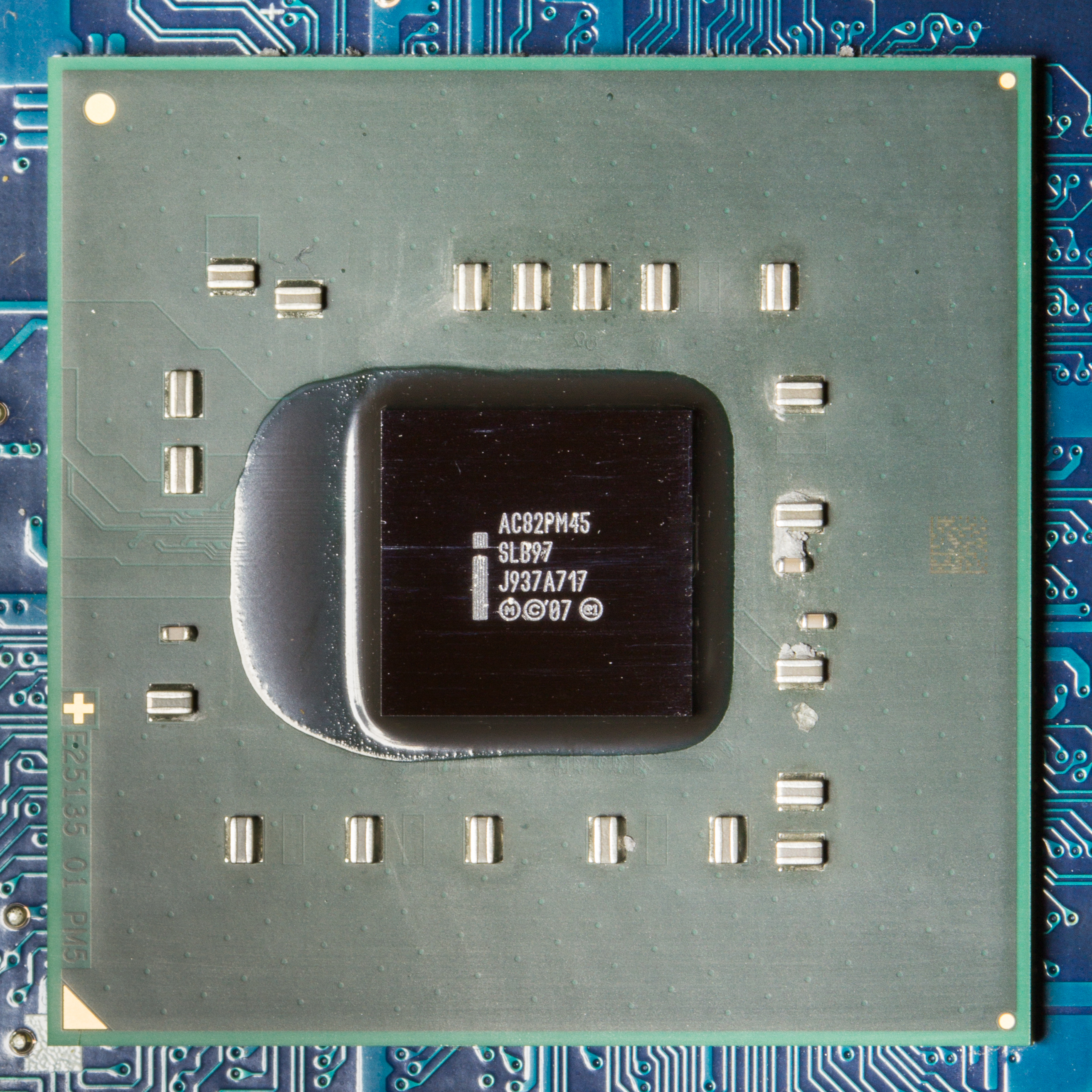
Un exemplu de controler de memorie -Intel 82PM45.

Controlerul de memorie este un circuit digital care gestionează fluxul de date din memoria principală. Poate fi un cip separat sau integrat în alt cip.
Calculatoarele care folosesc microprocesoare Intel au controlerul de memorie implementat pe placa de bază, dar multe microprocesoare actuale cum ar fi DEC/Compaq Alpha 21364, AMD Athlon 64 și procesorul Opteron, IBM POWER5, Sun Microsystems UltraSPARC T1, și Intel Core i7 au un controler de memorie integrat pentru a reduce latența memoriei.
Integrând controlerul de memorie în microprocesor, duce în mod sigur la creșterea performanțelor sistemului, dar în același timp, microprocesorul este limitat doar la un singur tip de memorie, fiind forțat să fie reproiectat pentru a folosi noi tehnologii de memorie. Când noua tehnologie DDR2 SDRAM a fost introdusă, AMD a scos pe piață noul procesor Athlon 64. Acest nou model cu un controler DDR2 folosește un socket diferit (Socket AM2), deci va fi compatibil doar pe plăcile de bază proiectate pentru noua tehnologie RAM.
Integrarea controlerului de memorie în pastila microprocesorului nu e un concept nou. Unele microprocesoare în anii 90 cum ar fi DEC Alpha 21066 și HP PA-7300LC aveau controlerul de memorie integrat, dar nu pentru a crește performanțele ci pentru a scădea costul sistemului.

## Scop
Controlerele de memorie conțin logica necesară să citească și să scrie în memoria DRAM, și să dea refresh trimițând 'current' prin întregul dispozitiv. Fără refreshuri constante, memoria DRAM își va pierde datele scrise, condensatorii își pierd sarcina electrică într-o fracțiune de secundă (nu mai puțin de 64 milisecunde după standardele JEDEC).
Citirea și scrierea în memoria DRAM este executată selectând rândul și coloana adresei din memoria DRAM și trimisă ca intrare pentru circuitul multiplexor, unde demultiplexorul de pe DRAM folosește intrările convertite să selecteze locația de memorie corectă și apoi returnează datele, care sunt apoi trimise înapoi prin multiplexor reducând lățimea benzii magistralei pentru operații.
Lățimea magistralei depinde de numărul de linii folosite pentru a comunica cu celula de memorie. Lățimea magistralei a controlerelor de memorie variază de la 8 biți în primele sisteme, la 512 biți în sistemele mai complicate și carduri video. Unele sunt proiectate să opereze în 'modul gang', unde două controlere de memorie de 64 biți pot fi folosite pentru a accesa un dispozitiv de memorie pe 128 biți.

## Controlere de memorie DDR
Controlerele de memorie DDR (Double Data Rate) sunt proiectate să trimită date atât pe evoluția pozitivă cât și pe cea negativă a ceasului intern al sistemului. Controlerele de memorie DDR sunt cu mult mai complicate decât controlerele de memorie SDR, ele dublând cantitatea de date care este transmisă într-o perioadă de ceas, fără a crește frecvența ceasului sau a crește numărul de linii de acces la celula de memorie.

## Controlere de memorie pe două canale
Controlerele de memorie pe două canale sunt controlerele unde dispozitivele DRAM sunt separate pe două magistrale diferite, permițând accesarea lor în paralel de către două controlere. Acesta dublează lățimea teoretică de bandă a magistralei.